# НЛП модалности
Според НЛП (Невро-лингвистично програмиране) хората се разделят в три модалности в зависимост от сетивото, което използват най-интензивно: зрителна, слухова и кинестетична модалност.
Наличието на различни видове модалности може да даде обясния защо някои хора не успяват да се сработят – различно темпо, различен ритъм. Чисти типове хора няма, всеки притежава качества и от трите модалности, но някои от тях са по-изявени.